# 韦尔齐诺
韦尔齐诺（義大利語：Verzino），是意大利克罗托内省的一个市镇。总面积45平方公里，人口2036人，人口密度45.2人/平方公里（2009年）。